# Предприемаческа икономика
Предприемаческата икономика изучава предприемачите и предприемачеството в икономиката. Акумулацията на фактори на производството per se не обяснява икономическото развитие. Те са необходимия принос за продукцията, но не са достатъчни за икономически растеж.
Човешката креативност и продуктивното предприемачество са необходими за комбинирането на тези приноси по печеливш начин и също така в една институционална обстановка, която окуражава свободното предприемачество, тези две условия са в крайна сметка определящи за икономическия растеж. В този смисъл предприемачите и предприемачеството трябва да заемат централно място в усилиено да се обясни дългосрочното икономическо развитие. Въпреки това ранната икономическа теория не полага достатъчно внимание върху предприемачите.
|  | Тази страница частично или изцяло представлява превод на страницата Entrepreneurial economics в Уикипедия на английски. Оригиналният текст, както и този превод, са защитени от Лиценза „Криейтив Комънс – Признание – Споделяне на споделеното“, а за съдържание, създадено преди юни 2009 година – от Лиценза за свободна документация на ГНУ. Прегледайте историята на редакциите на оригиналната страница, както и на преводната страница, за да видите списъка на съавторите. ВАЖНО: Този шаблон се отнася единствено до авторските права върху съдържанието на статията. Добавянето му не отменя изискването да се посочват конкретни източници на твърденията, които да бъдат благонадеждни. |